# 개미 성운
개미 성운(Ant Nebula)은 직각자자리에 있는 행성상 성운이다.